# Latoia albifrons
Latoia albifrons is een vlinder uit de familie slakrupsvlinders (Limacodidae). De wetenschappelijke naam van deze soort is voor het eerst geldig gepubliceerd in 1844 door Guérin-Méneville.
De soort komt voor in tropisch Afrika.